# Sharmila Bhattacharya
Pour les articles homonymes, voir Bhattacharya.
La Dresse Sharmila Bhattacharya est une biologiste indienne, née le 24 mars 1964 à Lagos au Nigeria et qui passe son enfance en Inde.
Elle est le chef du laboratoire Biomodel Performance and Behavior du Ames Research Center de la NASA.

## Formation
Après l'obtention d'un baccalauréat en chimie biologique au Wellesley College, elle commence sa carrière comme étudiante de premier cycle assistante de recherche au laboratoire de biochimie à l'Université de Princeton. Après l'obtention de sa Maîtrise et son doctorat à l'Université de Princeton pour ses recherches en biologie moléculaire, où elle étudie le chemin de transduction du signal du ras oncogène chez Saccharomyces cerevisiae, elle effectue ses recherches post-doctorales à l'Université Stanford dans le domaine de la neurobiologie.

## Carrière
Elle est embauchée en tant que scientifique par Lockheed Martin pour travailler au NASA Ames Center. Elle est ensuite promue au poste de Cheffe de mission dans la Division des petits vaisseaux spatiaux de l'Ames center.

## Sélection d'articles
- Developing New Habitats for Life Science Experiments on the International Space Station [2]
- T.Fahlen, M. Sanchez, M.Lera, E.Blazevic, J.Chang et S.Bhattacharya (2006). A Study of the Effects of Spaceflight on the Immune Response in Drosophila melanogaster. Gravitational and Space Biol. 19(2):133
- S. Bhattacharya, B.A. Stewart, B.A. Niemeyer, R.W. Burgess, B.D.McCabe, P.Lin, G.Boulianne, C.J. O’Kane, et T.L. Schwarz (2002). Members of the Synaptobrevin/VAMP family in Drosophila are functionally interchangeable in vivo for neurotransmitter release and cell viability. Proceedings of the National Academy of Sciences. 99(21):13867-13872.
- S. Bhattacharya, R.Bowman, F.Donovan, B.Girten, E.Hill, M.Kirven-Brooks, O.Santos (2001). The Space Station Biological Research Project: Habitat Development and Capabilities. Publication of the American Institute of Aeronautics and Astronautics, #2001-4984: 1-11.
- F.S. Neumann-Silberberg, S. Bhattacharya, et J.R. Broach (1995). Nutrient Availability and RAS/cAMP Both Induce Expression of Ribosomal Protein Genes in Saccharomyces but by Different Mechanisms. Molecular and Cellular Biology, 15: 3187-3196.
- S. Bhattacharya, L. Chen, J.R. Broach, & S. Powers (1995). Ras Membrane Targeting is Essential for Glucose Signaling but not for Viability in Yeast. Proceedings of the National Academy of Sciences, 92: 2984-2988